# Fabián Muñoz Centurión
Fabián Muñoz Centurión (Lambaré, Paraguay, 20 de enero de 1939 - San Lorenzo, Paraguay, 15 de febrero de 2017) fue un futbolista paraguayo que desarrolló su carrera en clubes clubes de Paraguay y Chile.

## Biografía
Sus inicios en el fútbol fueron en 1957 cuando se unió a la Cuarta Común de San Lorenzo, consiguiendo debutar profesionalmente en 1958. Luego pasó a Sol de América y Guaraní, donde cumplió sus mejores temporadas.
En 1959 fue parte de la Selección paraguaya que disputó el Campeonato Sudamericano en Ecuador.
A mediados de 1966 es contratado por Colo-Colo, siendo el primer paraguayo en vestir los colores del Cacique.
En 1969 se une a The Strongest. Diferencias económicas con el club boliviano hicieron que no abordara el vuelo que se estrelló en la denominada Tragedia de Viloco.

## Clubes

### Como jugador
| Club           | País     | Año       |
| -------------- | -------- | --------- |
| San Lorenzo    | Paraguay | 1957-1958 |
| Sol de América | Paraguay | 1958-1963 |
| Guaraní        | Paraguay | 1963-1966 |
| Colo-Colo      | Chile    | 1966      |
| Guaraní        | Paraguay | 1967      |
| The Strongest  | Bolivia  | 1969      |

## Palmarés

### Torneos nacionales
| Título           | Club    | País     | Año  |
| ---------------- | ------- | -------- | ---- |
| Primera División | Guaraní | Paraguay | 1964 |